# Décès en novembre 1955
Décès
- 1951
- 1952
- 1953
- 1954
- 1955
- 1956
- 1957
- 1958
- 1959

Pour une information complémentaire, voir la page d'aide.

| Date        | Nom             | Pays                   | Activités             | Âge | Source |
| ----------- | --------------- | ---------------------- | --------------------- | --- | ------ |
| 6 novembre  | Alice Schille   | Drapeau des États-Unis | Peintre américaine.   | 86  |        |
| 10 novembre | Mariano Latorre | Drapeau du Chili       | Écrivain chilien.     | 69  |        |
| 11 novembre | Harry Cobby     | Drapeau de l'Australie | Militaire australien. | 61  | (en)   |
| 13 novembre | Édouard Richard | Drapeau de la France   | Peintre français.     | 71  |        |